# Die Grube (2020)
Die Grube (Originaltitel: Bedre, internationaler Titel: The Pit) ist ein lettisches Filmdrama aus dem Jahr 2020 von Dace Pūce. Es wurde als lettischer Beitrag für den besten internationalen Spielfilm bei den Oscarverleihung 2022 ausgewählt.

## Handlung
Markuss ist ein zehnjähriger Junge. Sein Vater, ein Bildkünstler, ist an Drogen gestorben und seine Mutter will ihn nicht haben. Daher lebt er bei seiner Großmutter, die ihm überwiegend mit Strenge begegnet, auf dem Land. Er hat keine Freunde und bringt ein Mädchen dazu, in eine Grube zu springen, nachdem sie ihn provoziert hat. Das ganze Dorf wendet sich gegen ihn und auch die Großmutter wird noch strenger. Markuss’ Trost sind Bilder, die er meist mit schwarzen Strichen und ohne Farbe malt, die sehr verstörend und depressiv wirken. Er erlebt häusliche Gewalt und findet einen transgender Mann, mit dem er sich angefreundet hat, tot auf. Er wird von allen gleichaltrigen Kindern, insbesondere dem Bruder des Mädchens, gehasst und verprügelt. Schrittweise beginnt er jedoch, negative Gefühle durch seine künstlerische Tätigkeit zu überwinden, die sich gegen Widerstände Bahn bricht. Er erkennt die wahren Persönlichkeiten in den Menschen um sich, insbesondere in dem Transgender-Mann Joris, dem er einziger Freund und Lichtblick wird, wie auch in der vorurteilsgeplagten Mutter des Mädchens aus der Grube – ihr rettet er entgegen all ihrer Anfeindungen das Leben. Schlussendlich setzt sich seine kreative Kraft durch und gipfelt in der Vollendung eines Bildes, dass bereits der Vater von Markuss mit Joris begonnen hatte. Das Bleiglasbild ist, wie bei den Zeichnungen von Markuss mit Tuschlinien, durch die Bleibahnen zeichnerisch klar abgesetzt und bestimmt, jedoch sind die Flächen, anders als bei den Zeichnungen, von einer harmonisch abgestimmten Farbigkeit bestimmt – ein Bild von der großen Freude am Menschen. Damit findet Markuss künstlerisch zu der Lebenszugewandheit zurück, wie sie in seinen früheren Zeichnungen in seinem Kinderzimmer erkennbar ist.